# Lange Maten
Lange Maten is de naam van een natuurgebied dat zich bevindt in de gemeente Zundert, op ongeveer 2 km ten oosten van Schijf.
Het gebied is ongeveer 150 ha groot en is eigendom van de Vereniging Natuurmonumenten.
De Lange Maten was van oorsprong een groot heidegebied, waar van de 14e tot de 17e eeuw turf werd gewonnen. Hiertoe werden enkele turfvaarten gegraven, met name die uit 1620. Door de heide liep de Bijloop, ook Lange Matenloop genoemd.
In 1920 werd een groot deel van dit gebied ontgonnen tot landbouwgebied en naaldbos. Enkele stukjes heide bleven gespaard, en deze werden nog begraasd door schapen.
Herstelprojecten in, samen met het nabijgelegen gebied Pannenhoef, hebben eind 20e eeuw geleid tot stopzetting van de verdroging van dit gebied.
Ten zuiden liggen de Abdij Maria Toevlucht en het natuurgebied De Moeren.